# Palinologie
Palinologia (din greacă palunein- a risipi, a împrăștia polenul) este ramura botanicii, ce se ocupă cu studierea palinomorfelor, în care sunt incluse următoarele categorii vegetale sau cu afinități vegetale: spori, polen, prepolen, acritarchi și în mod secundar chitinozoare și dinoflagelate. Palinologia ne poate ajuta să aflăm anumite condiții climaterice dintr-o anumită perioadă geologică, vegetația și dieta animalelor din acea perioadă.
Palinologia se poate împărți în două subdomenii:
- Actuopalinologia, care se ocupă cu studiul sporilor și polenului actual. și anume al palinomorfelor disperse, împrăștiate în aer;
- Paleopalinologia, care se ocupă cu studiul sporilor și polenului fosil prins în roci de vîrstă precuaternară, precum și al dinoflagelatelor sau al chitinozoarelor. Ultimele sunt resturi organice cu afinități incerte, ce aparțin probabil fungilor.

Paleopalinologia se mai poate împărți, la rândul ei, în:
- Palinologia palinomorfelor disperse, sedimentate în roci
- Palinologia in situ, care studiază sporii și polenul extrași din structurile reproducătoare ale plantelor superioare fosile.